# Franz Karl Kressel von Gualtenberg (der Jüngere)

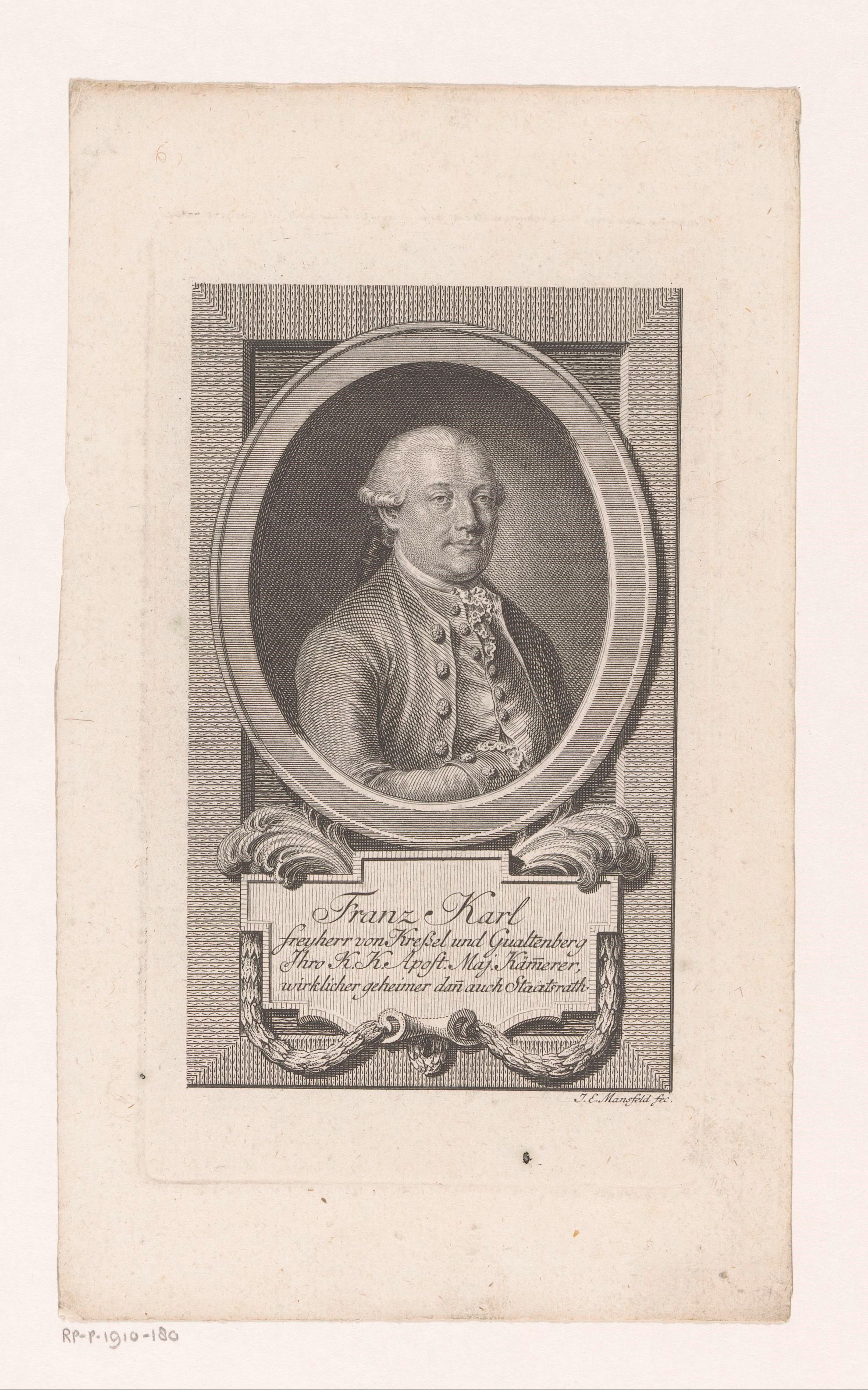
Franz Karl Kressel von Gualtenberg

Freiherr Franz Karl Kressel von Gualtenberg (auch: Franz Karl Kressel von Qualtenberg; * 1720 auf Schloss Triebsch; † 7. Mai 1801 in Prag) war ein böhmischer Beamter.

## Leben
Franz Karl Kressel von Gualtenberg entstammte einem alten böhmischen Patriziergeschlecht aus Iglau. Er war ein Sohn von Franz Karl Kressel von Gualtenberg, Kreishauptmann des Leitmeritzer Kreises, Besitzer der Herrschaft Triebsch und der Burg Stein, und dessen Ehefrau Josephine Pichowsky.
Er hatte noch drei Brüder, von denen jedoch zwei bereits in jungen Jahren in kaiserlichen Kriegsdiensten fielen, sowie sein Bruder Johann, der ebenfalls als Soldat in kaiserlichen Diensten diente. Nach dem Tod seines Vaters erbte Franz Karl Kressel von Gualtenberg die Güter und war somit Herr auf Triebsch, Vrbicany und Rochov; die Güter erbte später sein Großneffe Franz Karl Freiherr von Puteani (1782–1847).
Er studierte sowohl im Ausland als auch im Inland und trat nach seiner Rückkehr in den Staatsdienst ein.
1754 war er der erste Referent der juristischen Fakultät in Prag und wurde kurz darauf durch Kaiserin Maria Theresia nach Wien berufen; dort wurde er Hofrat bei der böhmischen Hofkanzlei, dann Wirklicher Geheimer Rat und Präses der geistlichen Hofkommission (Zentralstelle für die geistlichen Belange der Monarchie) und 1771, nach dem Tod des Grafen Rudolph Chotek von Chotkow, Hofkanzler der Böhmischen und Österreichischen Hofkanzlei in Wien.
Im Auftrag von Kaiser Joseph II. nahm er als Staatsrat wichtige Veränderungen in dessen Religionspolitik vor, von der später vom Josephinismus gesprochen wurde, dessen geistiger Vater er war. Franz Karl Kressel von Gualtenberg war beteiligt an der Aufhebung von Klöstern, der Einrichtung von neuen Pfarreinrichtungen und an der Abschaffung von Zeremonien innerhalb des Gottesdienstes, die nicht dessen Würde hoben.
1778 wurde ihm die Verwaltung der Lehen von Kurpfalz-Bayern übertragen.

## Freimaurer
1764 wurde Franz Karl Kressel von Gualtenberg Mitglied der Prager Freimaurerloge Zu den drei gekrönten Sternen und der Wiener Loge Zur gekrönten Hoffnung, 1779 wurde er zum Ehrenmitglied der Loge Die wachsende zu den drei Schlüsseln in Regensburg ernannt, 1784 Provinzial-Großmeister von Österreich und 1786 Mitglied der Wiener Loge Zur neugekrönten Hoffnung, außerdem war er ein Besucher der Loge Zur wahren Eintracht. Sein Ordensname war Virginius Optimus.
Er war auch Mitglied des Ordens der Gold- und Rosenkreuzer, ist aber im April 1783 ausgetreten.

## Auszeichnungen
Kaiser Joseph II. verlieh ihm das Kommandeurkreuz des St. Stephan-Ordens.
Gemeinsam mit seinem Bruder Johann wurde er am 15. September 1760 in den Freiherren-Stand erhoben.

## Werke
- Wir Maria Theresia von Gottes Gnaden Römische Kaiserin entbieten allen und jenen Unsere Gnad und alles Gute. Demnach durch den betrübten Todfall des Durchlauchtigsten Fürsten und Herrn Maximilian Joseph in Ober- und Nieder-Bayern, das kurbayerische Wilhelminische Haus in seinem Mannstammen erloschen ist, Uns und dieser Krone als eröffnet anheim gefallen seyn, so haben Wir gnädigst für gut befunden, diese Lehen durch Franz Karl von Kresel, Freyherrn von Qualtenberg, in Besitz nehmen zu lassen Gegeben in Unsrer Haupt- und Residenzstadt Wien, den 15ten Jäner im siebenzehenhundert acht und siebenzigsten, Jahre. Wien 1778.